# Enchelycore bayeri
Enchelycore bayeri es una especie de pez de la familia de los morénidas en el orden de los Anguilliformes.

## Morfología
Los machos pueden llegar a alcanzar los 70 cm de longitud total.

## Distribución geográfica
Se encuentra desde las Islas Chagos y Reunión hasta las Islas de la Línea, las Islas de la Sociedad, las Islas Marianas y la Gran Barrera de Coral.